# The Pirate's Daughter
The Pirate's Daughter è un cortometraggio muto del 1912 scritto, diretto e interpretato da Hobart Bosworth:

## Produzione
Il film fu prodotto dalla Selig Polyscope Company.

## Distribuzione
Distribuito dalla General Film Company, il film - un cortometraggio di una bobina - uscì nelle sale cinematografiche statunitensi il 2 ottobre 1912.